# Le Raid Paris–Monte Carlo en deux heures
Le Raid Paris–Monte Carlo en deux heures er en fransk stumfilm fra 1904 af Georges Méliès.